# 烏面將軍廟
24°00′35″N 120°31′03″E / 24.009646°N 120.517549°E
烏面將軍廟，是位於臺灣彰化縣秀水鄉陝西村的廟宇，前身為陰廟，有說法是主祭鄭成功陝西籍的部下馬信，並傳說當地人為明鄭陝西軍人的後裔，而引起臺灣戰後時期陝西籍移民的注意。

## 歷史沿革

### 建廟傳說
此廟由來傳說是陝西村先民開荒墾地時發現一堆骨骸，其中夾雜著一小方磚石，上書「烏面將軍」四字，其中一付骨骸特別大、顏色也比較沉，便加以整理供奉，尊稱名曰「烏面將軍」。但其神像面孔並非黑面，耆宿吳永宗解釋該稱號是傳說該神姓「烏」名「面」。廟原為百姓公廟改建，另說「烏面將軍」即「鬼將軍」之意。樓梯口還設有一座石烏龜當辟邪物。廟址與花壇戰備跑道近。村民病痛或對上蒼有所祈求時，便前往禱祝，還願者促使廟身翻修又擴大。

### 引起注意
1976年9月3日，彰化縣田中鎮田中國小的全縣國小校長會議，陝西省籍的台灣省教育廳督學徐秉琰發現學校手冊有陝西國民小學，台灣各地命名「長安」的學校有許多，而「陝西」是他第一次看到，因好奇便立即向縣教育局人員打聽該國小在何處。1977年6月3日他視導花壇國中時，順便請人帶路前往陝西國小。當日，他見到國小旁邊還有烏面將軍廟，然後看到當地村庄北邊墓地墓碑上刻有「陝西」，及查覺村民下顎骨都較寬，就斷定烏面將軍與這村民祖先都來自陝西省，很高興對村民說他們都是陝西省人。
返回台中後的徐秉琰，即向同鄉報告此消息，約好四、五人於該年7月初再到陝西村訪問。對被徐秉琰說是陝西省人，該村長老吳太山感到驚訝，猜測或許是年代久遠、日本人以皇民化迫害，所以村內並沒有證明先祖來自陝西的相關文物，但可能是日本人以為居民祖先不會來自陝西省，遂沒禁止在墓碑刻陝西，因而墓碑成了尋「根」的證據。同年農曆八月廿三，烏面將軍誕辰，一位陝西籍住在台中市的王姓醫生趕到廟宇，激動地講聞到故鄉土地的芳芬。徐秉琰在該日看到戲台後台用的胡琴，認為不論外形和拉法，都和秦腔用的沒有兩樣。

### 神明說法
傳出烏面將軍乃鄭成功陝西籍部下，成功大學歷史系教授黃典權表示可能確有烏姓的軍人，但不是主將，因而史料上查不到，但確實有一名陝西籍將領馬信，並帶陝西子弟兵來臺灣。至於以「烏面將軍」代替馬信的說法，一說避免滿清對馬信的仇恨，另說馬信面貌黝黑，遂有此稱號。台北市文獻委員會執行秘書王國璠也認為是怕清朝反感，於是稱此名。馬信於鄭成功死後五天亦亡故，從不曾到過彰化縣境。
陝西村前任村長張泉益回憶說他十幾歲時自父親聽聞，有一位將軍率軍戰死，感嘆若早一點知道祂是鄉親該多好。在烏面將軍被從認定是陝西村先人後，村民更加禮遇，在1977年特地做了一隻重達二百台斤的麵龜作祭品。徐秉琰認為烏面將軍的酬神戲，和陝西地方戲類似，說可見陝西習俗和戲劇也在陝西村流傳下來。

### 尋根熱潮
1978年4月26日，陝西國小校長蘇鴻猷、陝西村耆宿吳永宗、秀水鄉老鄉長張進登、秀水國小校長張江，北上到台北市仁愛路與敦化南路交叉口的圓環，向陝西籍的于右任銅像行禮，獲得《聯合報》記者顏文閂、陳錫龍的報導。這四位也受到陝西籍立法委員楊大乾及其他陝西人接待，到台北市的國軍文藝活動中欣賞秦腔，由馬靜亭表演。新聞在次日於《聯合報》見報後，陝西村民在當天碰面均以此為話題，津津樂道，並到烏面將軍廟參加討論。
5月15日，陝西同鄉會理事長陳建中和總幹事王保民等九人，在徐秉琰帶路下，自台北到陝西村參觀，歡迎的隊伍足有半公里長，有人還因此感動落淚。隨後，陳建中等人在烏面將軍廟內列隊，向烏面將軍行三鞠躬禮，再請陝西村內年齡最高，時年八十歲的長者吳太山上坐。
華視也於次日節目《地平線》報導陝西村的風土人情。該年光復節特別節目，中視《愛心》在下午一點以片名「根」來介紹陝西村的故事，製作人周志敏還特率領製作小組拍攝五福臨門神木作為片頭。
同年11月14日，中國地方文獻學會上，陝西同鄉會決定在烏面將軍廟旁邊，籌設陝西文物館。他們除以文化中心來使陝西村成為陝西人聯誼之處，也捐錢作為陝西村學童的獎學金之用。
在1978年，來陝西村的陝西省籍人士就有五千多人次。陝西村長林欽回憶，政府未開放大陸探親之前，陝西村是陝西省籍旅台人士的「根」，每年烏面將軍誕辰，來自全台灣各地的陝西省同鄉會都到陝西村聚會，人數可達七、八千人次。
1979年10月4日，烏面將軍誕辰，由陝西籍人士樂捐、耗資新台幣一百二十萬元、佔地三百坪的陝西文物館與靈骨塔破土，參與陝西籍同鄉多達二千人，由陝西耆宿馬雲河、高世榮、王孔祥主持。土地為村長林月潭和張進登所捐出。1981年5月31日，烏面將軍廟後的陝西文物館落成，一樓供奉神像面孔為黑面的烏面將軍，二樓文物館，三樓規畫為圖書館。至於靈骨塔除供陝西籍人百年後安放外，陝西村民必耍時也可利用。當時會長陳建中、上將劉玉章之外，副總統謝東閔、內政部長邱創煥親臨剪綵，力言臺灣與大陸血脈相連，勉勵眾人以光復神州為職志。
自1981年起，中華民國的國小四年級上學期第七冊社會課本在名為「我們都從大陸來」單元中，編入陝西村的故事，稱陝西村是鄭成功部將的馬信陝西籍部下來臺後所開墾，為了紀念馬信，在村裡興建烏面將軍廟。

### 兩岸交流
繼吳鳳在教材被刪除後，陝西村的故事因有爭議，也被國立編譯館於1990年決定刪除。兩岸開放交流後，中國大陸的陝西旅客依然會到陝西村參觀、並到烏面將軍廟膜拜。1995年末，陝西省清澗縣解家溝鄉劉家村出身、任職於西安礦業學院的劉淑蘭，輾轉寫信給秀水鄉長陳濱樹，望能幫忙找到隨國民黨軍來臺灣的父親劉鴻明，因她聽說父親可能住在陝西村。時任陝西省代省長的赵正永還贈送「光耀兩岸」的匾額給烏面將軍廟，同時添五萬元香油錢。親民黨主席宋楚瑜至中國大陸作搭橋之旅時，也會談及陝西村。
2005年1月28日，《中國時報》記者陳志成來此廟採訪。當地人說臺灣的陝西省同鄉會只來此熱鬧幾年，之後很少來，理由是赴陝西省尋根、會親都很方便。對於村民是否相信自己是烏面將軍、是陝西省人的後代，則表示以往相信，現在將信將疑。至於陝西文物館，一到三樓全部空空洞洞。
2008年，秀水鄉公所爭取到內政部補助一千六百多萬元，對烏面將軍廟周圍環境、生態池等美化工程。

## 註釋

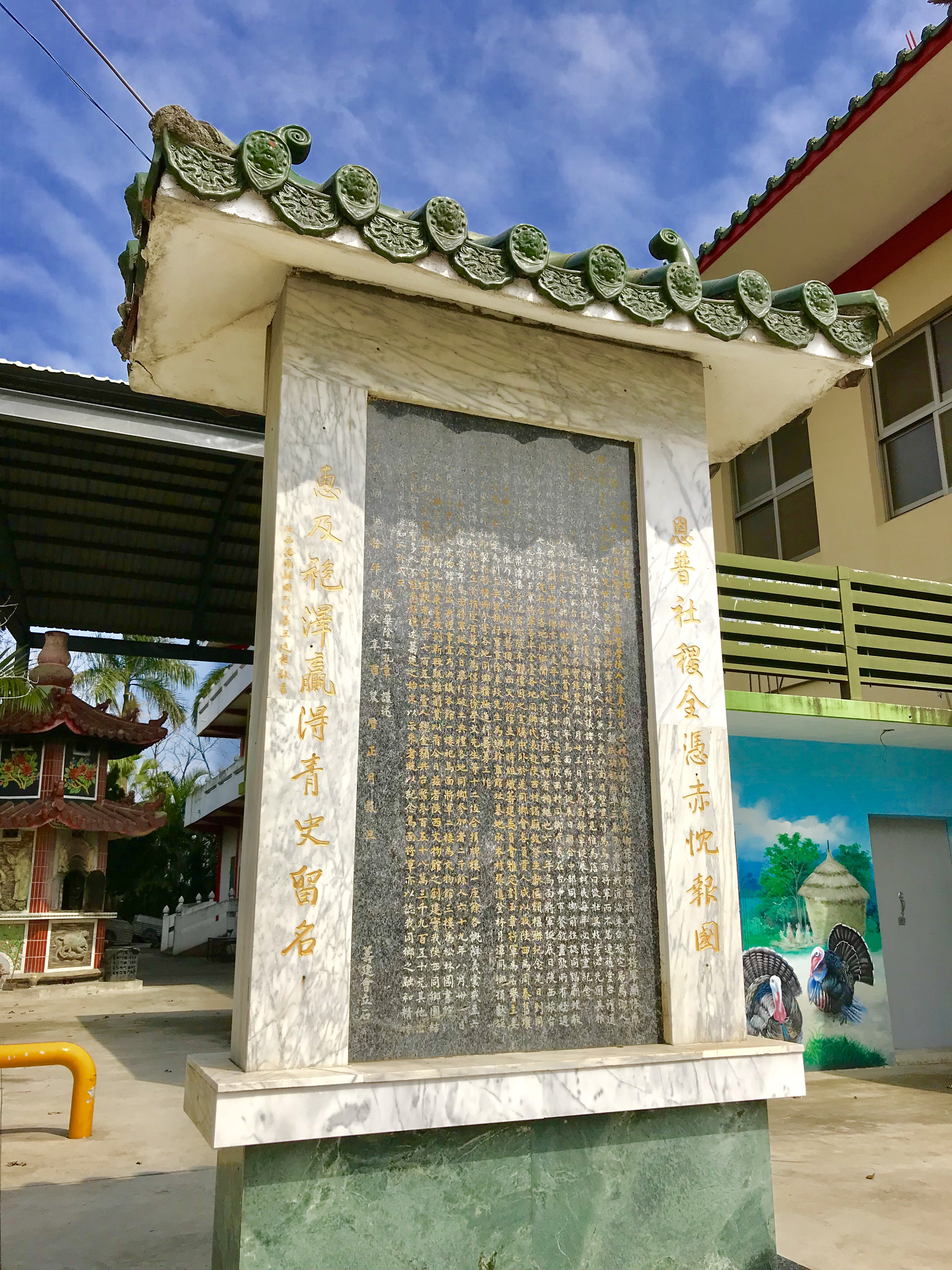
王孔章所撰的陝西文物館紀念碑。